# Lunar Legend
Lunar Legend (ナレジェンド) est un jeu vidéo de rôle développé par Japan Art Media, sorti en 2002 sur Game Boy Advance.

## Accueil
- GameSpot : 7,8/10[1]